# Cyclograpsus lucidus
Cyclograpsus lucidus is een krabbensoort uit de familie van de Varunidae. De wetenschappelijke naam van de soort is voor het eerst geldig gepubliceerd in 1986 door Dai, Yang, Song & Chen.